# Cauca (fiume)
Il Cauca è un fiume della Colombia che scorre tra le cordilleras Occidental e Central. Ha una lunghezza totale di 1350 km. Il fiume è sotto la supervisione di Corporación regionale del Cauca e la Corporación Autonoma regionale del Valle del Cauca.

## Problemi ambientali
Il 18 novembre 2007 il giornale colombiano El Tiempo ha riferito che il fiume riceveva una media di 500 tonnellate di scarti reflui al giorno. L'inquinamento era dovuto prevalentemente alle intense attività umane presenti lungo le sue rive: le acque reflue della città di Popayán, sette miniere d'oro che utilizzano prodotti quali il mercurio, otto cave di sabbia, oltre ad un paio di miniere di carbone e di bauxite, la grande città di Cali. A questo andava aggiunto l'apporto degli affluenti, stimato in 330 tonnellate di depositi residui inquinanti che andavano a privare le acque di ossigeno.